# Wapen van Cadier en Keer

Wapen van Cadier en Keer

Het wapen van Cadier en Keer werd op 21 december 1964 aan de Limburgse gemeente Cadier en Keer toegekend. De gemeente zelf is op 5 augustus 1828 ontstaan. Op 1 januari 1992 is de gemeente opgegaan in de gemeente Margraten. Hierna is het wapen van Cadier en Keer komen te vervallen. De nieuwe gemeente Margraten bleef het oude wapen van Margraten gebruiken.

## Blazoenering
De blazoenering van het wapen luidt als volgt:
Een veld van sinopel beladen met een losstaande berg van zilver en ingebogen gekapt van goud en keel, het goud beladen met een St. Antoniuskruk van azuur, het keel beladen met een gouden sleutel, paalsgewijze geplaatst met de baard naar boven en rechts gewend.
Het wapen is groen van kleur met daarop een losse zilveren berg. Aan de heraldisch rechter zijde is een gouden gebogen veld geplaatst met daarop een blauw Sint-Antoniuskruis. Gespiegeld aan de linkerzijde eenzelfde veld, nu rood van kleur met daarop een gouden sleutel. De baard, het deel dat in het slot gestoken wordt, naar heraldisch rechts.

## Geschiedenis
De gemeente Cadier en Keer is in 1828 ontstaan uit een fusie van de gemeente Cadier en een deel van de gemeente Heer en Keer. De gemeente bestond uit de voormalige heerlijkheid Cadier en de dorpen Keer en Sint Antoniusbank. Het belangrijkste element uit het wapen, de zilveren berg op het groene veld, is afkomstig uit het wapen van de heerlijkheid Cadier. Tot 1964 werd het wapen van die heerlijkheid gevoerd als wapen van de gemeente.
Voor Keer was geen wapen of zegel bekend. Als een van de Elf banken van Sint-Servaas viel het onder de jurisdictie van het kapittel van Sint-Servaas in Maastricht. Om die reden is als symbool voor Keer de sleutel van Sint-Servaas, onderdeel van het wapen van dit kapittel, in het wapen van Cadier en Keer opgenomen.
Ook voor de heerlijkheid Sint Antoniusbank was geen wapen bekend. Er is voor gekozen om het Tau-kruis van de Orde van Sint-Antonius in het wapen op te nemen. Het symbool verwijst naar het Maastrichtse Antonietenklooster, dat in Sint Antoniusbank bepaalde rechten bezat.

## Verwante wapens

Het wapen van de heerlijkheid Cadier